# مسابقات قهرمانی روئینگ جهان ۲۰۱۹
مسابقات قهرمانی قایقرانی جهان 2019 از 25 آگوست تا 1 سپتامبر 2019 در اتنهایم ، اتریش برگزار شد.  به غیر از اتنهایم، حق میزبانی مسابقات قهرمانی توسط هامبورگ در آلمان، راچیس در جمهوری چک و وارسه در ایتالیا به چالش کشیده شد. 
این رویداد، اکثر شرکت‌کنندگان در مسابقات قایقرانی المپیک و پارالمپیک تابستانی 2020 در توکیو، ژاپن را مشخص کرد.  
در ۲۱ آگوست، سه روز قبل از مسابقات قهرمانی، دیمیتری ریشکویچ، پاراروور اهل بلاروس، پس از واژگونی در طول یک جلسه تمرینی درگذشت. انتظار می‌رفت او در سومین قهرمانی متوالی خود در PR1M1x شرکت کند. 

## جدول مدال ها
*   کشور میزبان (اتریش)
| رتبه            | کشور                | طلا | نقره | برنز | مجموع |
| --------------- | ------------------- | --- | ---- | ---- | ----- |
| ۱               | نیوزیلند            | ۴   | ۲    | ۰    | ۶     |
| ۲               | ایتالیا             | ۳   | ۴    | ۳    | ۱۰    |
| ۳               | چین                 | ۳   | ۱    | ۰    | ۴     |
| ۴               | آلمان               | ۳   | ۰    | ۳    | ۶     |
| ۵               | هلند                | ۲   | ۵    | ۳    | ۱۰    |
| ۶               | استرالیا            | ۲   | ۳    | ۳    | ۸     |
| ۷               | ایالات متحده آمریکا | ۲   | ۱    | ۳    | ۶     |
| ۸               | جمهوری ایرلند       | ۲   | ۱    | ۱    | ۴     |
| ۹               | بریتانیای کبیر      | ۲   | ۰    | ۴    | ۶     |
| ۱۰              | لهستان              | ۱   | ۲    | ۱    | ۴     |
| ۱۱              | روسیه               | ۱   | ۲    | ۰    | ۳     |
| ۱۲              | کانادا              | ۱   | ۱    | ۱    | ۳     |
| ۱۳              | نروژ                | ۱   | ۰    | ۱    | ۲     |
| ۱۴              | اوکراین             | ۱   | ۰    | ۰    | ۱     |
| ۱۴              | کرواسی              | ۱   | ۰    | ۰    | ۱     |
| ۱۶              | رومانی              | ۰   | ۲    | ۰    | ۲     |
| ۱۷              | فرانسه              | ۰   | ۱    | ۲    | ۳     |
| ۱۸              | دانمارک             | ۰   | ۱    | ۱    | ۲     |
| ۱۹              | اتریش               | ۰   | ۱    | ۰    | ۱     |
| ۱۹              | مجارستان            | ۰   | ۱    | ۰    | ۱     |
| ۱۹              | ژاپن                | ۰   | ۱    | ۰    | ۱     |
| ۲۲              | اسرائیل             | ۰   | ۰    | ۱    | ۱     |
| ۲۲              | برزیل               | ۰   | ۰    | ۱    | ۱     |
| مجموع (۲۳ کشور) | مجموع (۲۳ کشور)     | ۲۹  | ۲۹   | ۲۸   | ۸۶    |